# Pelle Walin
Pelle Walin, född Erik Gustaf Walin den 31 januari 1930 i Djursholm, död den 27 januari 1989 i Vasa församling i Göteborg, var en svensk skådespelare, operettsångare och kapplöpningsryttare.
Walin var i yngre år en framgångsrik kapplöpningsryttare, svenska amatörchampion 1947 och även vinnare av Clarence von Rosens vandringspris. Han studerade vid Schartaus Handelsinstitut i Stockholm 1953, därefter teater- och sångstudier. Han scendebuterade på Stora Teatern i Göteborg 1957 som Erik i Värmlänningarna. Han var engagerad vid Stora Teatern i Göteborg tills pensioneringen 1986. Walin är begravd på Djursholms begravningsplats.

## Filmografi
- 1977 – 91:an och generalernas fnatt